# Equipe turcomena na Copa Davis
A equipe turcomena na Copa Davis representa o Turquemenistão na Copa Davis, principal competição de tênis masculina por equipes do mundo. É administrada pela Turkmenistan Tennis Federation.